# Charles Randolph
Pour les articles homonymes, voir Randolph.
Charles Randolph, né à Nashville (Tennessee), aux États-Unis, est un scénariste et producteur américain, tant pour le cinéma que pour la télévision.

## Biographie
Charles Randolph est fils de missionnaires. Après avoir décroché un diplôme de la Yale Divinity School, il exerce en tant que professeur de philosophie et d'études culturelles dans plusieurs universités à Vienne, en Autriche.
Son premier scénario Fat, écrit en hommage au réalisateur John Waters, est publié en 1998. Par la suite, il est contacté par la Creative Artists Agency qui acquiert son scénario pour La Vie de David Gale.
Charles Randolph se marie le 4 juillet 2004 avec l'actrice et mannequin israélien Mili Avital avec laquelle il a un fils et une fille.
Lors de la cérémonie des Oscars 2016, conjointement avec Adam McKay, il remporte l'Oscar du meilleur scénario adapté pour The Big Short : Le Casse du siècle (The Big Short).
En juin 2020, Charles Randolph annonce un nouveau film à propos des débuts de la pandémie de Covid-19 à Wuhan, en Chine.

## Filmographie partielle

### Scénariste
- 2001 : Untitled Charles Randolph Project (TV)
- 2003 : La Vie de David Gale (The Life of David Gale)
- 2005 : L'Interprète (The Interpreter)
- 2010 : The Wonderful Maladys (TV)
- 2010 : Love, et autres drogues (Love & Other Drugs)
- 2013 : The Missionary (TV)
- 2015 : Exposed (TV)
- 2015 : The Big Short : Le Casse du siècle (The Big Short) d'Adam McKay
- 2019 : Scandale (Bombshell)  de Jay Roach

### Producteur
- 2009 : Traqués (Tenderness) de John Polson
- 2010 : Love, et autres drogues (Love & Other Drugs) d'Edward Zwick
- 2010 : The Wonderful Maladys d'Alan Taylor
- 2013 : The Missionary (TV) de Baltasar Kormákur
- 2015 : Exposed (TV) de Patty Jenkins
- 2019 : Scandale (Bombshell)  de Jay Roach

## Récompenses et distinctions
- British Academy Film Awards 2016 : meilleur scénario adapté pour The Big Short : Le Casse du siècle
- Oscars 2016 : Meilleur scénario adapté pour The Big Short : Le Casse du siècle
- Writers Guild of America Awards 2016 : meilleur scénario adapté pour The Big Short : Le Casse du siècle, avec Adam McKay
- WGA West 2020 : Prix Paul Selvin pour le scénario de Scandale[4]